# Teksttelefoonservice
Een teksttelefoonservice is een bemiddelingsdienst waarvan doven met een teksttelefoon gebruik kunnen maken om te telefoneren met horenden. Daarbij wordt gebeld naar een specifiek telefoonnummer, waarna men het te bellen nummer opgeeft aan een operator. De operator bedient zowel een gewone telefoon als een teksttelefoon, en kan zodoende het gesprokene omzetten in getypte tekst en omgekeerd.

## Bemiddeling via de telefoon
Binnen Nederland kan gebruikgemaakt worden van de volgende bemiddelingdienst: 
- KPN Teletolk

Deze service bestaat uit de volgende nummers: 0900-8410 voor het bellen naar gewone telefoonnummers en 0900-8614 voor het bellen naar internationale en 06-nummers. Er is een 24-uurs service. Steeds meer doven gebruiken deze service, door de AnniesS (mobiele) tekstelefoons.
- Rode Kruis Teksttelefoonservice

Deze service kon alleen gebruikt worden voor niet-mobiele telefoonnummers, en was bereikbaar op werkdagen van 9.30 tot 16.00 uur. De service stopte per 1 januari 2007.

## Bemiddeling via internet
Een nieuwe ontwikkeling is de komst van bemiddelingsdiensten die via internet werken. Deze worden in het buitenland Relay Services genoemd. Met name in de VS is deze vorm van bemiddeling al erg volwassen geworden, daar maken inmiddels veel doven steeds minder gebruik van de bemiddelingsdienst. De Relay Services zijn vaak gratis dankzij een fonds of sponsoring door een groot telecommunicatiebedrijf.

### België
In België is op de website teletolk.be een gratis bemiddelingsdienst via Internet gerealiseerd dankzij het Fonds van Gehandicapten. Deze was ontwikkeld met gebruikmaking van ASP-technologie.
Alleen bereikbaar op werkdagen van 9 uur tot 19 uur.